# Церква Миколи Йорданського (сучасна)
50°28′17.3″ пн. ш. 30°29′40.1″ сх. д. / 50.471472° пн. ш. 30.494472° сх. д.

Церква Миколи Йорданського — один з багатьох храмів у Києві, присвячених святителеві Миколаю. Сучасна тимчасова споруда розташована на захід від місця розташування зруйнованого в 1935 році храму.

## Історія церкви

Храм святого Миколи Йорданського та однойменний Йорданський Миколаївський жіночий монастир належать до найдавніших київських святинь. За маловірогідною версією О. П. Толочка церква під Хоревицею взагалі є першим християнським храмом Міста, побудована на згадку князя Аскольда на місці його убивства Олегом (Х ст., ім'я Микола Аскольд отримав при хрещенні у 860-870-х роках). Інша міська легенда сповіщає про звільнення половецького бранця, невиконану ним клятву, хворобу та чудесне зцілення, що призвело до його навернення та пожертву на будівництво храму (XI–XIII ст.). Археологічні джерела доповнюють переказ і підтверджують існування кам'яної церкви ХІ ст. (залишки виявив у 1832 р. К. Лохвицький) Перша достовірна згадка про цей храм датована 1524 роком. Протягом польського володарювання святиня занедбана. Її відродження почалося з розбудовою жіночого монастиря у другій половині XVII ст.
Три століття, до 1935 року, тут постійно діє спершу дерев'яна, а з 1886 року кам'яна церква. Нині територію храму займає нотна фабрика, єдина будівля, що збереглася, належить міжрайонному Подольсько-Оболонському психоневрологічному диспансеру (Кирилівська вулиця, 51), а відроджена церква постала ближче до схилу Юрковиці за адресою Кирилівська вулиця, 47-А (в тупику Мильного провулка)
Поруч з тимчасовою будівлею церковна громада зводить оригінальний храм-ротонду — Храм святителя Миколая Чудотворця при міжрайонному Подольсько-Оболонському психоневрологічному диспансері.
В 2010 в церкві зберігалася Тихвінська сльозоточива ікона Божої Матері.

## Парафія
При храмі зареєстрована Релігійна громада парафії на честь святителя Миколая, Архієпископа Мир Лікійських, чудотворця у Подільському районі міста Києва УПЦ МП.